# Contea di Pennington (Minnesota)
La contea di Pennington in inglese Pennington County è una contea dello Stato del Minnesota, negli Stati Uniti. La popolazione al censimento del 2000 era di 13 584 abitanti. Il capoluogo di contea è Thief River Falls